# Жлебец Горички
Жлебец Горички (хрв. Žlebec Gorički) је насељено место у општини Марија Горица, Загребачка жупанија, Хрватска.

## Историја
До територијалне реорганизације у Хрватској био је у саставу старе загребачке приградске општине Запрешић.

## Становништво
У попису становништва из 2011. године, Жлебец Горички је имао 67 становника.
| Број становника према пописима | Број становника према пописима | Број становника према пописима | Број становника према пописима | Број становника према пописима | Број становника према пописима | Број становника према пописима | Број становника према пописима | Број становника према пописима | Број становника према пописима | Број становника према пописима | Број становника према пописима | Број становника према пописима | Број становника према пописима | Број становника према пописима | Број становника према пописима |
| ------------------------------ | ------------------------------ | ------------------------------ | ------------------------------ | ------------------------------ | ------------------------------ | ------------------------------ | ------------------------------ | ------------------------------ | ------------------------------ | ------------------------------ | ------------------------------ | ------------------------------ | ------------------------------ | ------------------------------ | ------------------------------ |
| 1857                           | 1869                           | 1880                           | 1890                           | 1900                           | 1910                           | 1921                           | 1931                           | 1948                           | 1953                           | 1961                           | 1971                           | 1981                           | 1991                           | 2001                           | 2011                           |
| 129                            | 162                            | 170                            | 200                            | 238                            | 281                            | 294                            | 338                            | 334                            | 292                            | 232                            | 91                             | 93                             | 77                             | 76                             | 67                             |

Напомена: Насеља Жлебец Горички и Жлебец Пушћански настала су 1970. поделом насеља Жлебец. Подаци за некадашње насеље Жлебец од 1857. до 1961. налазе се у насељу Жлебец Горички. Године 1991. смањено издвајањем ненасељеног дела насеобинског подручја које је припојено насељу Жлебец Пушћански (Пушћа), а увећано припајањем дела насеља Целине Горичке, које садржи део података од 1857. до 1981.